# 米宁 (奥地利)
米宁是奥地利上奥地利州因河畔布劳瑙县的一个市镇。总面积16.56平方公里，总人口1151人，人口密度69.5人/平方公里（2005年）。